# История КНДР
Эта статья описывает историю КНДР с конца Второй мировой войны до сегодняшних дней.

## Образование КНДР
В 1945 освобождённый от японского господства Корейский полуостров был разделён на зоны влияния США и СССР. Северная часть полуострова находилась под советским контролем, а южная часть полуострова - под американским.
В связи с тем, что разгром Японии произошёл быстрее, чем ожидали участники войны, страны-победительницы оказались не готовыми к решению вопроса о будущем Кореи. Тем временем корейцы желали независимости, и стихийно создавали свои органы власти. В северной части полуострова в феврале 1946 года образовался Временный Народный Комитет Северной Кореи во главе с Ким Ир Сеном. В ответ на провозглашение 15 августа 1948 года корейского государства в американской зоне оккупации, 9 сентября 1948 года в советской зоне была провозглашена КНДР.

## Первые годы

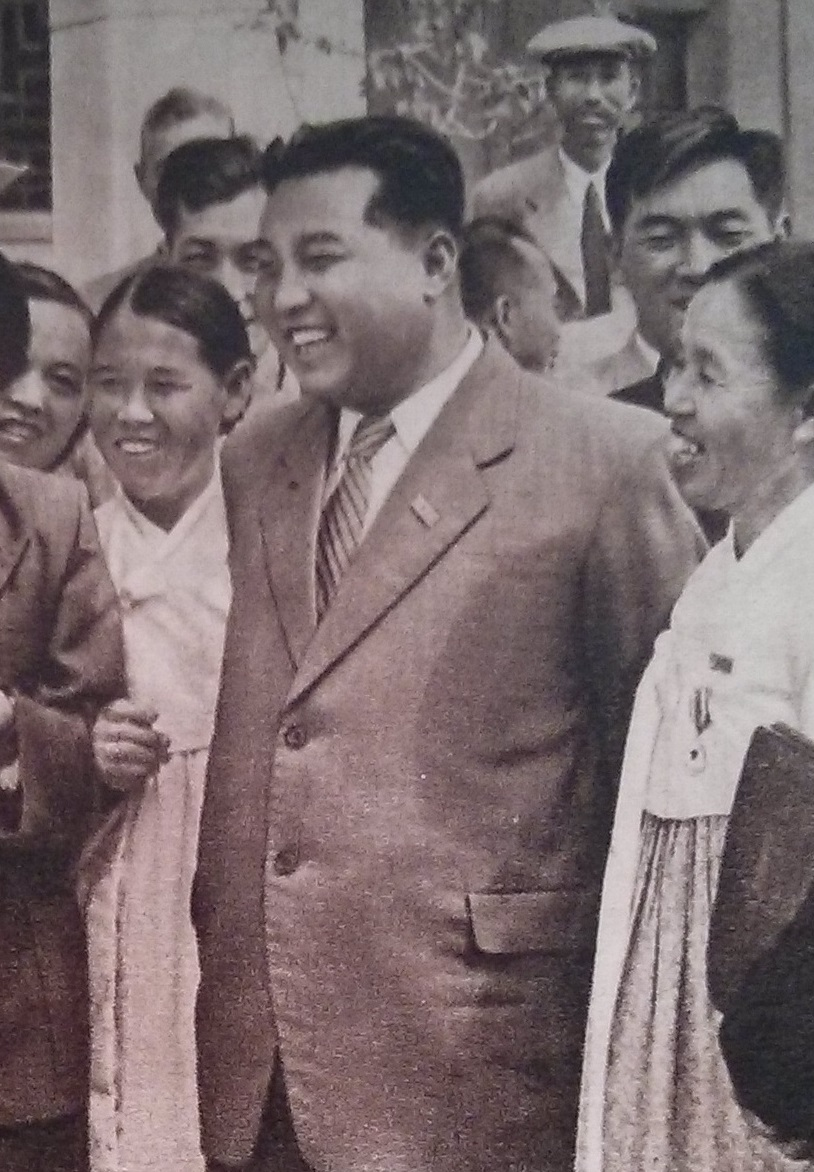
Ким Ир Сен

Политическая власть была монополизирована Трудовой партией Кореи начиная с самых первых лет существования нового государства. В хозяйстве была установлена плановая экономика и в 1946 году объявлена национализация, в результате которой 70 % производства попало под контроль государства. К 1949 году этот процент вырос до 90 %. С тех пор практически вся промышленность, внутренняя и внешняя торговля находится под контролем государства.
На сельское хозяйство правительство в первые годы вело наступление более осторожно. В 1946 году земля была перераспределена в пользу мелких и бедных крестьянских хозяйств, а в 1954 году началась коллективизация, которая завершилась в 1958. После этого все крестьяне страны стали работать в сельскохозяйственных кооперативах.
Как и во всех послевоенных коммунистических государствах, в КНДР правительство начало активно вкладывать средства в тяжёлую промышленность, государственную инфраструктуру и ВПК. В период с 1946 по 1959 год доля промышленности в экономике страны выросла с 47 % до 70 % несмотря на разрушительные последствия войны с Южной Кореей. Значительно выросла выработка электричества, производство стали и машиностроение. Были введены трёхлетние планы, наподобие советских пятилеток.
В результате индустриализации население страны достаточно быстро оправилось от последствий войны. Уровень жизни в КНДР в послевоенные годы рос быстрее, чем в Южной Корее, невзирая на отставание в производстве товаров народного потребления.

## Корейская война
Ким Ир Сен не мог смириться с разделением Кореи на два государства. Консолидация вокруг правительства Ли Сын Мана на юге и подавление там восстания в октябре 1948 положили конец ожиданиям северокорейских лидеров объединения страны через революцию в Южной Корее, и с 1949 года Ким Ир Сен начал искать помощи со стороны СССР и Китая в организации военной кампании против Южной Кореи. К тому времени с территории южного соседа ушли почти все американские войска, оставив его практически незащищённым.
Изначально Сталин игнорировал просьбы Ким Ир Сена, но победа коммунистов в Китае и успешные испытания советского ядерного оружия заставили его пересмотреть своё решение. В мае 1950 года Кремлём был дан «зелёный свет» операции против Южной Кореи. Советские военные советники участвовали в разработке плана нападения, а бывшие советские офицеры обучали военному искусству армию КНДР. Однако с самого начала Сталин ясно дал понять, что прямого вмешательства в конфликт со стороны СССР не будет ни в коем случае.
КНДР атаковала Южную Корею 25 июня 1950 года. Пользуясь эффектом внезапности, войска КНДР довольно быстро захватили Сеул и продвинулись далеко вглубь полуострова. Вскоре им пришлось отступить под напором сил ООН, ведомых американцами. К октябрю был отвоёван Сеул и захвачен Пхеньян. Ким Ир Сен и правительство страны были эвакуированы в Китай. Казалось, что разгром северокорейской армии был близок, однако в дело вмешалась армия Китая, которая отбросила войска союзников на юг, отвоевав Пхеньян и снова захватив Сеул в январе 1951 года. В марте того же года силы ООН, представленные армией США, отбили Сеул и отодвинули северокорейские войска на север в район современной Демилитаризованной зоны. После этого линия фронта стабилизировалась на долгое время и в 1953 году стала границей раздела двух государств.
После войны Ким Ир Сен установил в КНДР абсолютную диктатуру, основанную на укреплении военной мощи, собственном авторитете и всеобщих прямых равных выборах. Большую власть приобрели органы госбезопасности, во главе которых стоял доверенный функционер Ким Ир Сена Пан Хак Се. Лидер южнокорейских коммунистов Пак Хон Ён был обвинён в том, что южнокорейский народ не поддержал северян, и казнён в 1956 году.

## Послевоенные годы
Трёхлетний план 1954—1956 годов вывел промышленное производство КНДР на довоенный уровень. Вместе с тем, благодаря материальной и финансовой поддержке кооперативов со стороны государства, значительно укрепившей их экономическую базу, вышло на довоенный уровень и сельское хозяйство. Затем последовали пятилетний план 1957—1961 и семилетний план 1961—1967 годов. В эти годы КНДР продолжала наращивать промышленную мощь, хотя в сфере сельского хозяйства наблюдались определённые диспропорции, что несколько тормозило его развитие и, несмотря на относительно быстрый рост сельскохозяйственного производства, оно всё ещё не удовлетворяло в полной мере потребности населения в продовольствии, а промышленности — в сырье.
Когда в августе 1956 года Ким Ир Сен вернулся из поездки за рубеж, на пленуме ЦК ТПК он был подвергнут острой критике со стороны нескольких представителей «яньаньской» и «советской» группировок. Они обвинили Ким Ир Сена в насаждении культа личности. Выступление было разгромлено, оппозиционеры арестованы, лидеры впоследствии казнены; лишь немногим удалось бежать в КНР. Августовский фракционный инцидент рассматривается как переломный момент политической истории КНДР: отказ от проектов «оттепели», укрепление сталинистских основ социально-политической и экономической системы, уничтожение последних остатков оппозиции, резкое ужесточение репрессивности, окончательное утверждение единовластия Ким Ир Сена.
30 мая 1957 года Постоянный комитет ЦК ТПК принял постановление «О превращении борьбы с контрреволюционными элементами во всенародное, всепартийное движение», которым было положено начало одной из первых крупных кампаний политических репрессий. В 1957—1960 гг. около 2500 человек было казнено, причём именно в это время казни стали осуществляться публично; многие подверглись более мягким наказаниям.
В политическом смысле положение КНДР ухудшилось из-за разрыва между Китаем и СССР, который начался в 1960 году. Отношения между КНДР и СССР ухудшились, а Ким Ир Сен был обвинён в поддержке Китая. Результатом стало резкое сокращение военной и финансовой поддержки со стороны Советского Союза. Однако на деле Ким Ир Сен поддерживал далеко не все инициативы Мао Цзэдуна, в частности Культурная революция была объявлена им опасной и дестабилизирующей обстановку в регионе.
В качестве альтернативы Ким Ир Сен разработал идею чучхе («опора на собственные силы»). Лозунг, который применялся с конца 50-х годов, стал государственной идеологией, заменив марксизм-ленинизм. Чучхе — политика, предполагающая решение всех внутренних проблем исключительно собственными силами.
На послевоенные годы приходится расцвет культа личности Ким Ир Сена, который был провозглашен продолжателем дела Маркса-Энгельса-Ленина-Сталина.
18 мая 1965 года южнокорейский самолёт-разведчик L-19 совершил вторжение в воздушное пространство КНДР и был сбит зенитным огнём подразделения ПВО Корейской Народной армии. 24 мая 1965 года на переговорах, проходивших в павильоне в зоне безопасности (на демаркационной линии 38-й параллели) представитель военного командования США признал инцидент и подписал акт о нарушении воздушного пространства КНДР этим самолётом. 23 января 1968 года в территориальных водах КНДР кораблями военно-морского флота КНДР было задержано разведывательное судно США "Пуэбло".

## Надвигающийся экономический кризис
В 70-х годах рост экономики государства приостановился, и даже наметился регресс. Этому было несколько причин: во-первых высокие цены на нефть после нефтяного кризиса 1974 года. КНДР не имела своих запасов нефти, а политика чучхе не давала вести активную внешнюю торговлю, во-вторых, перекос экономики в сторону тяжёлой промышленности и финансирования армии также давал свои плоды. Уменьшить военные расходы КНДР не могла, кроме того, после слов Ким Ир Сена о том, что обе Кореи воссоединятся ещё при его жизни, расходы на армию только увеличились.
Стареющий Ким Ир Сен продолжал свою линию в экономике, что привело к дефолту КНДР в 1980 году, и до конца 80-х годов объём промышленного производства снижался.

## Правление Ким Чен Ира

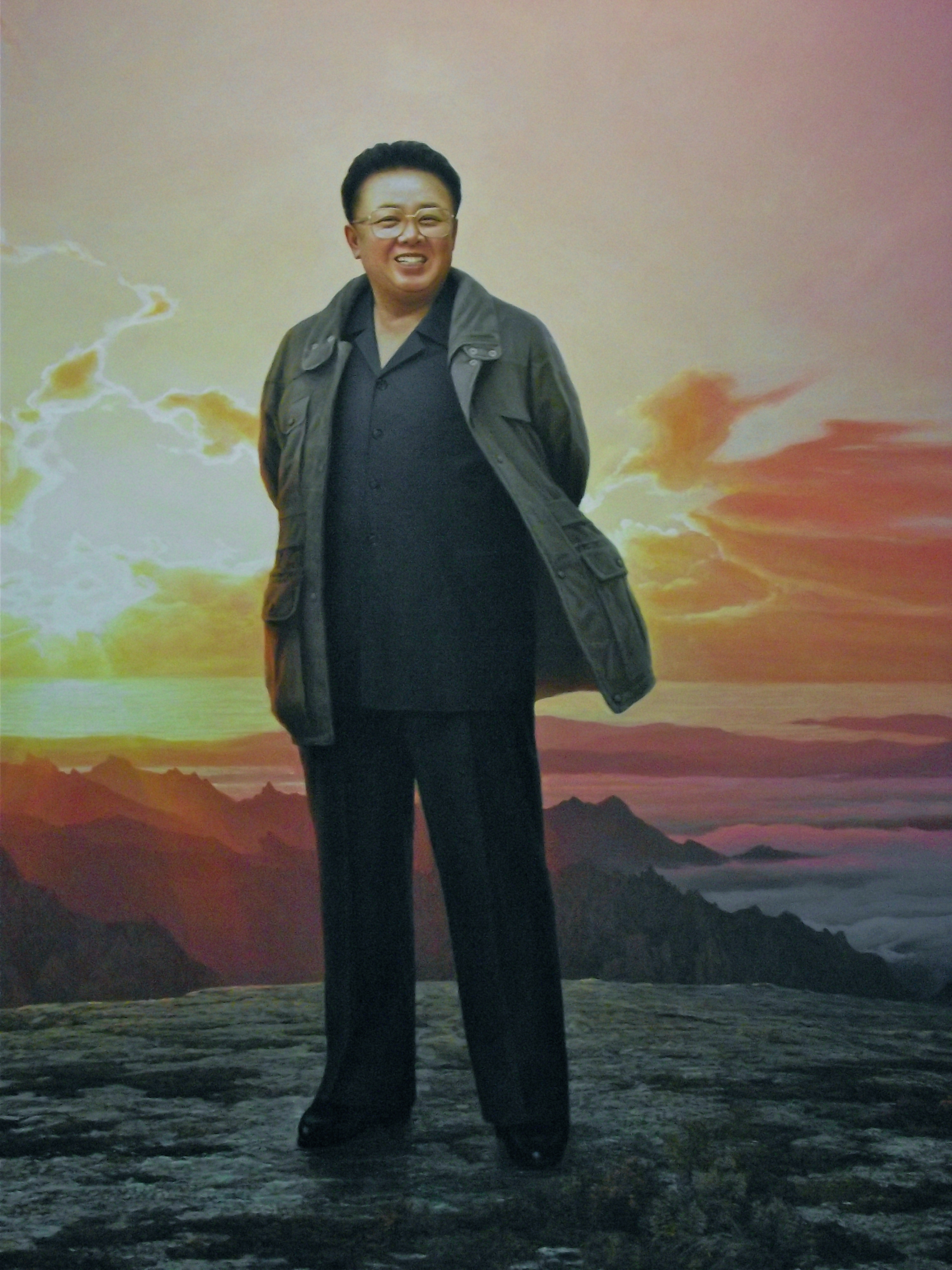
Ким Чен Ир на священной горе Пэктусан. Пропагандистское изображение

Ким Ир Сен умер в 1994 году, и его преемником стал сын, Ким Чен Ир. Его назначение было предопределено ещё в начале 80-х годов при активном содействии министра обороны О Чин Ву. Ким Чен Ир занял пост генерального секретаря Трудовой партии Кореи и председателя национального оборонного комитета. Пост президента страны остался вакантным.
Во время правления Ким Чен Ира экономика страны продолжала стагнировать. В период с 1996 по 1999 год в КНДР был сильный голод, от которого по разным оценкам погибло от 10 тысяч до 3 миллионов человек. Экономика страны продолжает оставаться изолированной, а на военные нужды тратятся суммы, равные четверти ВВП. Практически всё трудоспособное мужское население в возрасте 18-30 лет служит в армии, тогда как промышленность находится в упадке.
В результате, согласно отчёту Международной Амнистии, в КНДР в 2003 году около 13 миллионов человек (60 % населения страны) страдало от недоедания. В 2001 КНДР от США, Южной Кореи, Японии и ЕС получила продовольствия на сумму более 300 миллионов долларов. Кроме того, поставки идут со стороны ООН и неправительственных организаций.
В июле 2002 года было объявлено о начале реформ. Валюта страны была девальвирована, а цены на сельскохозяйственную продукцию отпущены в надежде простимулировать аграрный рынок страны. Коллективное хозяйство в деревне было решено заменить на хозяйства, построенные по семейному принципу. Правительство также превратило город Синыйджу в «специальную административную зону». Местным властям была дана относительная свобода, в том числе в экономике. Эти меры являются попыткой перенести положительный опыт зон свободной торговли в Китае на северокорейскую почву.
10 февраля 2005 года КНДР заявила об обладании ядерным оружием собственной разработки.
Несмотря на либерализацию, периодически происходят события, которые несовместимы с международными нормами. Одним из таких событий стало задержание теплохода «Лида Демеш» в 2009 году.
25 мая 2010 года КНДР объявила о разрыве всех отношений с Южной Кореей. Отношения двух корейских государств обострились после того, как Сеул обвинил КНДР в причастности к гибели в Желтом море корвета «Чхонан».
Ещё больше накалил обстановку обстрел 23 ноября 2010 года артиллерией КНДР южнокорейского острова Ёнпхёндо. В результате инцидента погибло 4 южнокорейских гражданина, обе страны оказались на грани войны. Международное сообщество осудило действия КНДР, несмотря на отрицание ею причастности к этому событию.
Ким Чен Ир умер в 2011 году. Его преемником стал его сын Ким Чен Ын.

### Вынужденная либерализация в экономике и политике
В годы правления Ким Ир Сена, а также в первые годы правления Ким Чен Ира КНДР представляла собой тоталитарно-сталинистское государство с практически полным отсутствием каких-либо гражданских свобод, с жёсткой цензурой и разорванными международными связями. При этом, в связи с конфуцианскими ценностями, царившими в корейском обществе, тоталитарный контроль над общественной жизнью был намного более жёстким, чем в СССР.
В настоящее время, по крайней мере формально, основные принципы режима остаются прежними. Однако в последние годы в КНДР, по мнению известного корееведа А. Ланькова, произошла «тихая смерть северокорейского сталинизма». Прекращение помощи со стороны СССР привело к крупномасштабному экономическому кризису, прежде всего к постоянной нехватке продовольствия, в связи с чем произошла вынужденная легализация мелкого частного предпринимательства и челночной торговли с Китаем, фактически отменены и многие другие ограничения. Смертная казнь применяется лишь за особо тяжкие преступления, включая «политические»; хотя сохраняется атмосфера массовой слежки и доносительства, однако от большинства ограничений можно откупиться взяткой (до 1990-гг. это было практически невозможно).
Следует учитывать, что экономическая и политическая либерализация происходят вопреки воле руководства КНДР. Однако несмотря на то, что государство периодически пытается свернуть частную экономическую активность, такие попытки раз за разом оборачиваются неудачей.
В 2007 г., после визита президента Южной Кореи в КНДР, Северная и Южная Корея совместно обратились в ООН с просьбой содействовать объединению Кореи. Однако официальное отношение к Южной Корее стало меняться ещё раньше. В КНДР полулегально проникают южнокорейская музыка и фильмы (ранее их прослушивание и просмотр карались смертной казнью, как «государственная измена»). В связи с этим серьёзные изменения произошли в общественных настроениях северных корейцев — экономическое превосходство Южной Кореи уже мало кем оспаривается (ещё в середине 1990-х полагалось верить во всеобщую и беспросветную нищету Юга), однако всё ещё распространено убеждение о безусловном «духовном» и военном превосходстве Севера.
В экономической сфере в начале XXI века наблюдаются попытки перейти к рыночной экономике, что привело к увеличению зарубежных инвестиций. В частности, по сравнению с другими регионами страны.

## Правление Ким Чен Ына

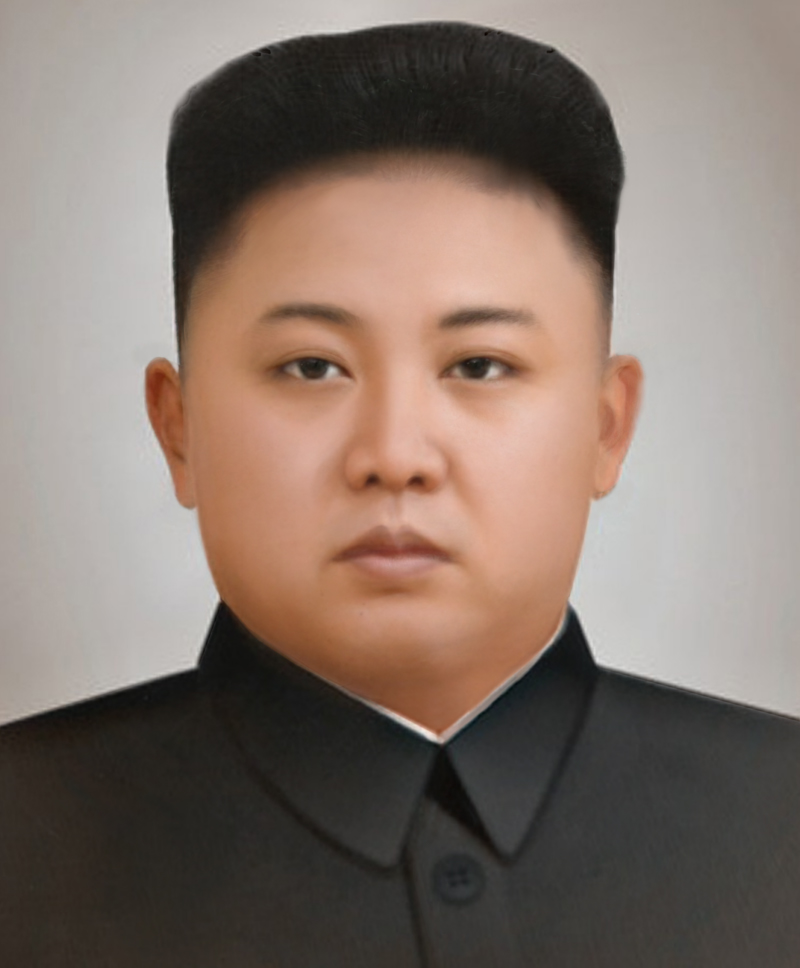
Ким Чен Ын

Правительство Ким Чен Ына провело ряд реформ. 28 июня 2012 года было принято решение о возможности создания в сельхозкооперативах звеньев численностью 5-7 человек, которые могут оставлять себе 30% собранного урожая. Благодаря этим стимулирующим мерам в 2013 году был собран урожай, которого почти хватает чтобы прокормить население (больше 5 миллионов тонн зерновых). В 2014 г. доля оставляемого звеньям урожая была доведена до 60%, были разрешены приусадебные участки площадью до 0,3 гектара (ранее они составляли 0,01 гектара).
Постановлением от 30 мая 2014 года руководителям госпредприятий было разрешено покупать комплектующее и оборудование на свободном рынке по рыночным ценам, нанимать персонал, увольнять персонал и платить ему ту зарплату, которую они считают нужной. В 2012 году было объявлено о создании более 20 специальных экономических зон для привлечения иностранных инвесторов. Был разрешён легальный выезд граждан в Китай на заработки.
Первая попытка стать космической державой, с выводом на орбиту ракеты-носителя «Ынха-3» (в переводе Млечный Путь-3), намеченная на апрель 2012, в рамках грандиозных празднований в честь 100-летия рождения основателя государства Ким Ир Сена, окончилась неудачей, но 12 декабря 2012 г. КНДР вывела на орбиту искусственный спутник Земли «Кванмёнсон-3», опередив таким образом Южную Корею на несколько месяцев.
7 февраля 2016 года был запущен спутник «Кванмёнсон-4» («Яркая звезда-4»).

### Корейский кризис (2013)
30 марта 2013 года мир облетело сообщение, опубликованное Центральным телеграфным агентством Кореи (ЦТАК), о том, что КНДР объявила войну Южной Корее. Сообщение вызвало сильный резонанс, многие мировые СМИ выпустили пространные материалы на эту тему, всерьез прогнозируя дальнейшие действия сторон. И хотя вскоре журналисты пришли к выводу, что дальше слов северокорейский режим, скорее всего, не пойдет, волна обеспокоенности в связи с возможным ядерным конфликтом еще не вполне улеглась.
КНДР перебросила на восточное побережье баллистическую ракету, способную поражать цели на территории Южной Кореи, Японии и американской базе на острове Гуам в Тихом океане. В ответ США направили в Южную Корею батальон защиты от оружия массового уничтожения и разворачивают на Гуаме противоракетную систему THAAD.
На 10 апреля назначен запуск северокорейской баллистической ракеты, хотя пока невозможно сказать, ведет ли Пхеньян реальную подготовку к пуску ракеты или просто демонстрирует силу.

### Северокорейский кризис (2017)
Напряжённость в отношениях США и КНДР усилило совершенствование КНДР своего потенциала в области ядерного оружия и ракетных технологий. В 2017 году КНДР успешно провела серию испытаний межконтинентальных баллистических ракет, создала водородную бомбу и получила возможность доставки ядерных боеголовок до территории США.
Против КНДР были введены санкции со стороны США, Евросоюза, Тайваня, России, Швейцарии, Австралии и Китая. Были введены: запрет на экспорт из КНДР угля, железа, свинца и морепродуктов; ограничения в отношении Банка внешней торговли КНДР, а также запрещено увеличение числа северокорейских гастарбайтеров, легально работающих в зарубежных странах. После кризиса отношения двух Корей улучшились. 27 апреля 2018 года состоялся Межкорейский саммит, а 12 июня того же года состоялась первая в истории встреча лидеров США и КНДР.

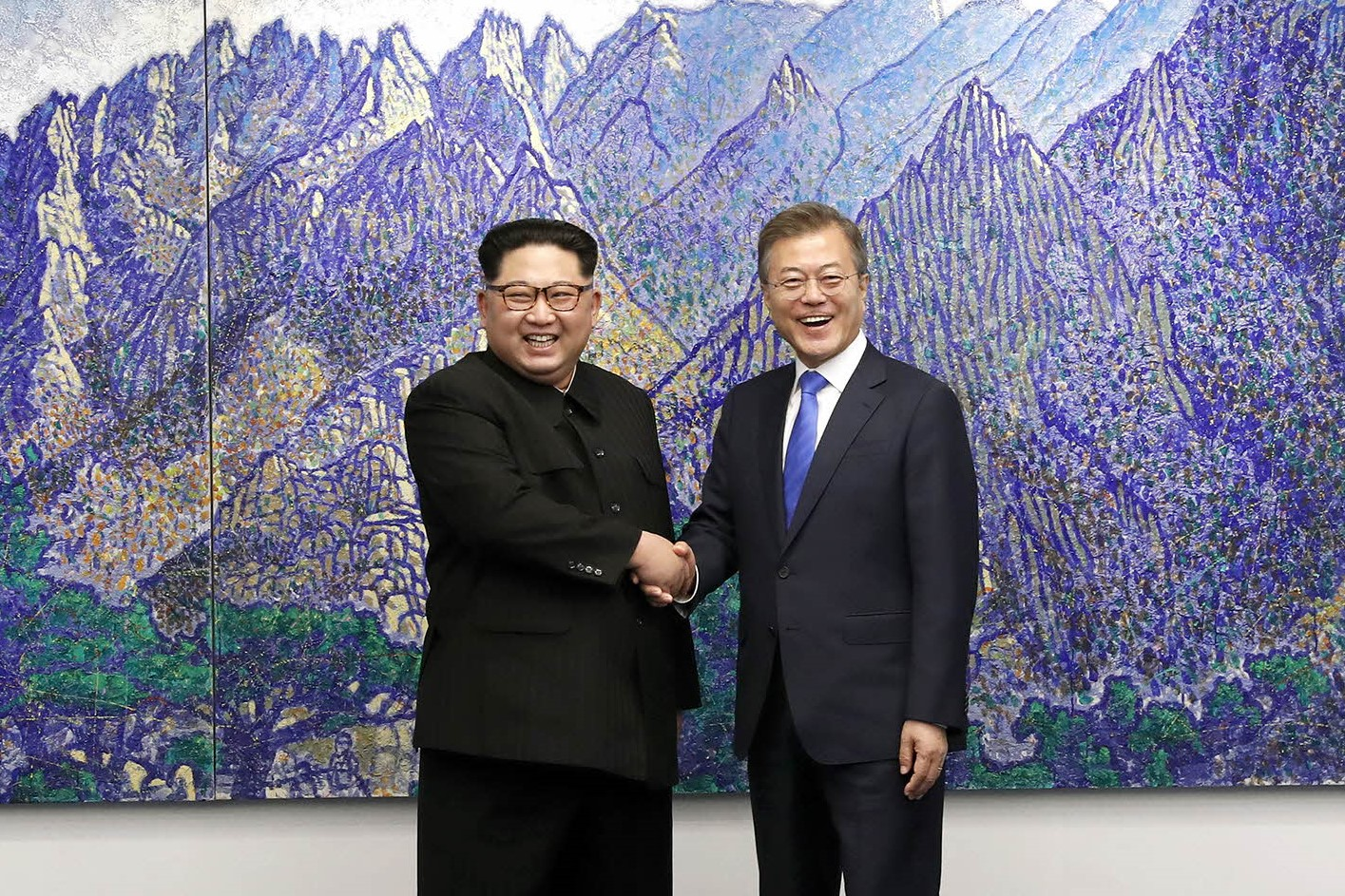
Ким Чен Ын и Мун Чжэ Ин пожимают руки

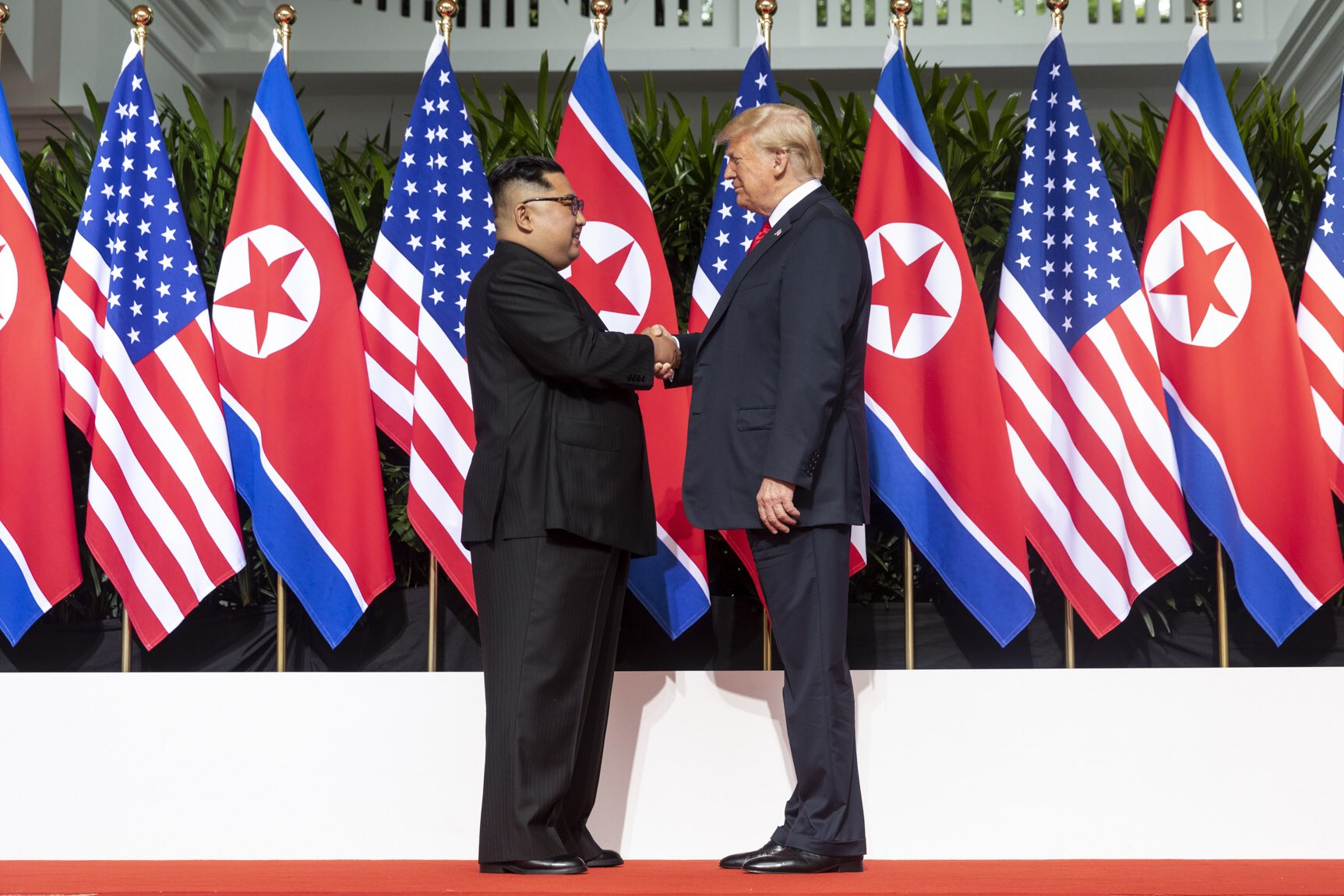
Встреча Ким Чен Ына и президента США Дональда Трампа

### Пандемия COVID-19
КНДР стала одной из первых стран, закрывших свои границы из-за COVID-19 (в январе 2020 года). 12 мая 2022 года в КНДР было официально заявлено о первых случаях заражения COVID-19. К 20 мая, по официальным данным властей, число заболевших составляло больше 2 млн человек, а количество умерших составляло 65 человек. Было принято решение использовать армию для своевременного обеспечения населения лекарствами и средствами индивидуальной защиты.

### Отношения с Россией
КНДР — одна из 11 стран, признавших законность аннексии Крыма Россией.
В мае 2014 года было подписано соглашение о переходе на рубли в расчетах между КНДР и Россией. Также 5 мая было подписано соглашение о списании всех корейских долгов перед Россией.
В 2018 году между КНДР и Российской Федерации подписан протокол сотрудничества в сфере образования, науки и транспорта.

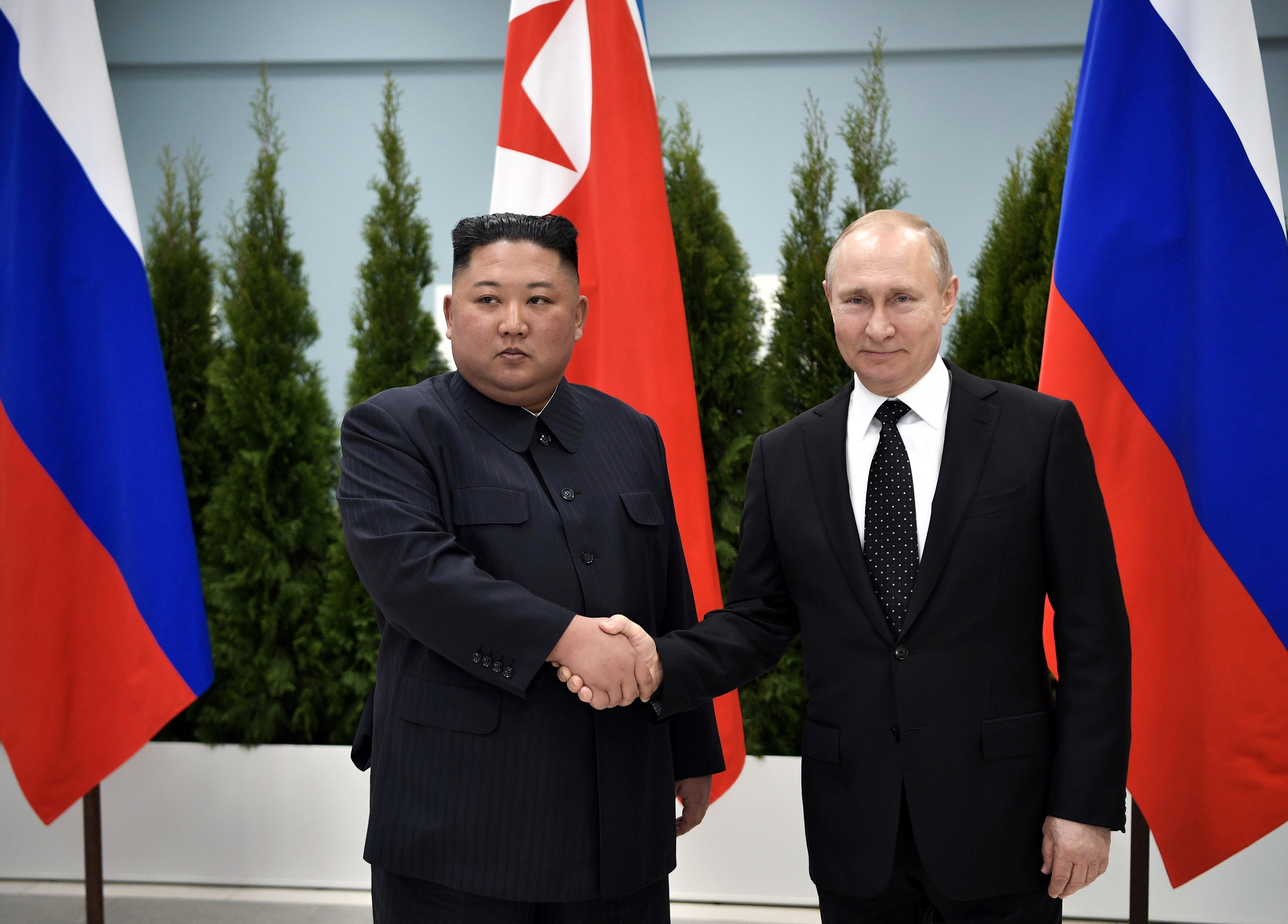
Президент России
Владимир Путин и Председатель Государственного совета КНДР Ким Чен Ын. Владивосток, 2019 год

24 апреля 2019 года лидер КНДР прибыл в Приморский край. Это первый визит действующего главы КНДР в Россию. Обсуждались двусторонние отношения России и КНДР, вопросы, связанным с санкциями, отношения с Организацией Объединённых Наций и Соединёнными Штатами, денуклеаризация Корейского полуострова. Лидеры обсудили строительство новых линий электропередач, газопровода и нефтепровода из России в КНДР. 
КНДР полностью поддержало вторжение России на Украину и осудило действия Запада. Он также отметил, что это будет учитываться Москвой в дальнейшем развитии двусторонних отношений и выработке подходов к обеспечению безопасности в Северо-Восточной Азии. 13 июля КНДР признала независимость ДНР и ЛНР. Также она признала референдумы в ДНР, ЛНР, Херсонской и Запорожских областях.

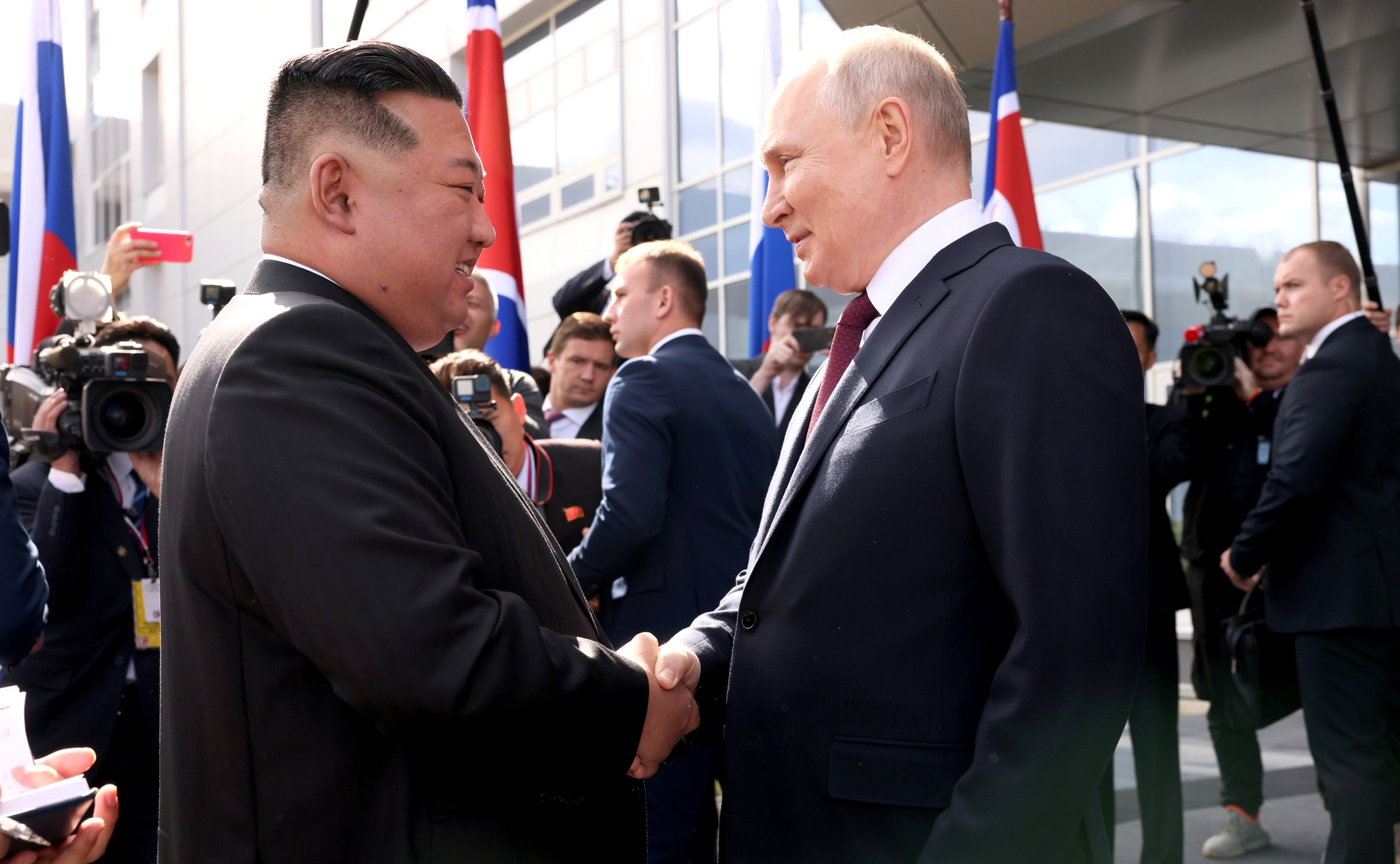
Президент России
Владимир Путин и Председатель Государственных дел КНДР Ким Чен Ын на космодроме Восточный, 2023 год

13 сентября 2023 года Ким Чен Ын во второй раз посетил Россию. Совещание проходило на космодроме «Восточный» на Дальнем Востоке России. Официально главными темами встречи были обсуждения международной ситуации и экономического сотрудничества. 

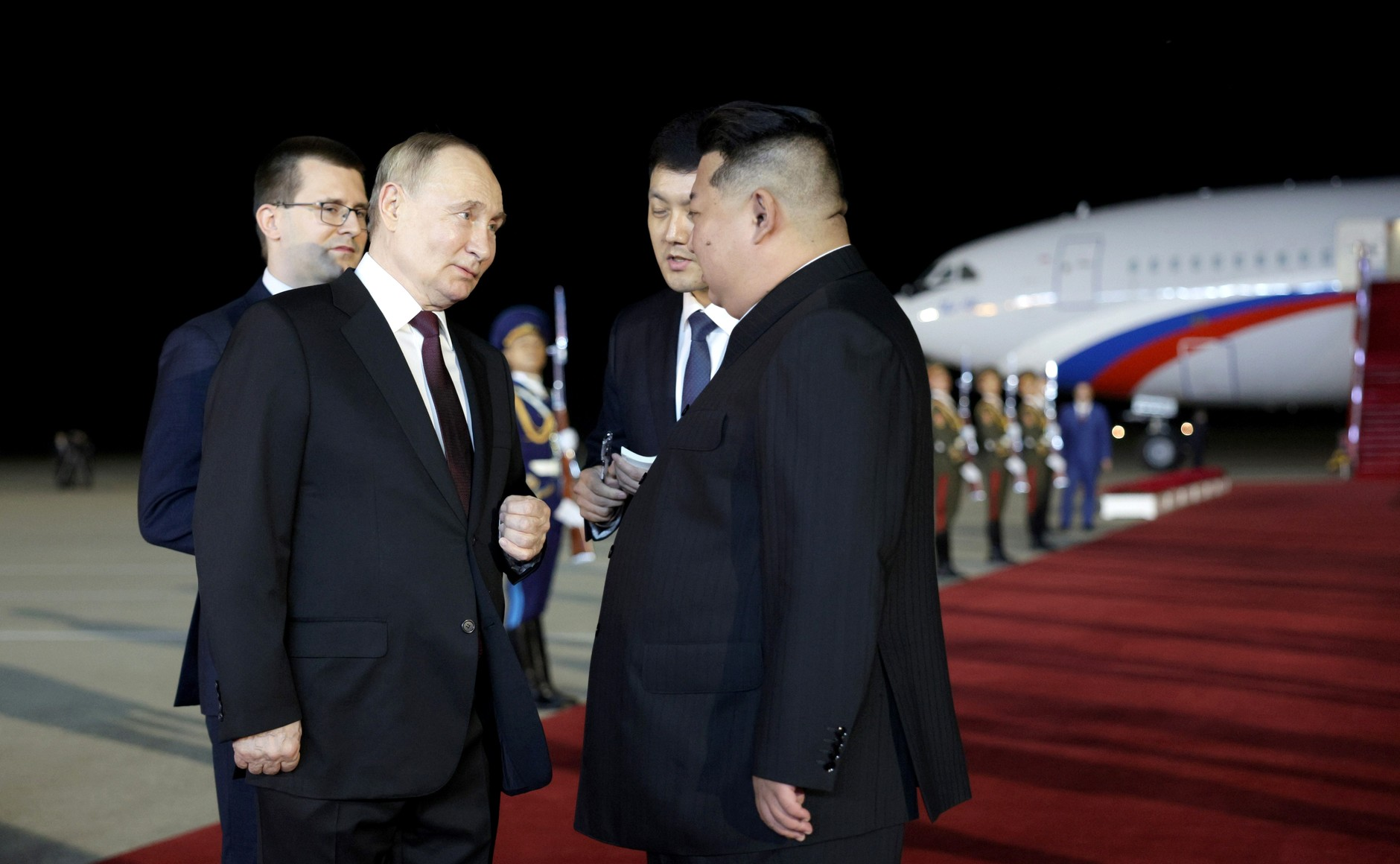
Ким Чен Ын приветствует Владимира Путина в рамках торжественной встречи в аэропорту Пхеньяна

Официальная встреча Владимира Путина и Ким Чен Ына

18-19 июня 2024 года президент России Владимир Путин, впервые с 2000 года, прибыл в КНДР с ответным официальным государственным визитом и подписал с Ким Чен Ыном договор о «всеобъемлющем стратегическом партнерстве». Согласно заявлению Владимира Путина, документ не исключает развития военно-технического сотрудничества с КНДР и предусматривает оказание взаимной помощи в случае агрессии против одного из участников соглашения. Договор также предусматривает развитие экономических связей между странами.